# 메이저9의 음반
이 문서는 메이저9에서 발매한 음반 목록이다. 레이블인 더바이브 엔터테인먼트와 골드문 엔터테인먼트하고 같이 발매한 음반 목록이라고도 할 수 있다.

## 2010년대
- 2014년 12월 16일 바이브, 포맨, 임세준, 미, 민연재 - [Digital Single] 나홀로 크리스마스
- 2014년 12월 18일 신용재 - [Digital Single] Light
- 2015년 1월 12일 벤 - 힐러 OST Part.4[1]
- 2015년 2월 27일 벤 - [Digital Single] 언제 사람 몰래
- 2015년 3월 4일 미 - [Digital Single] 신발
- 2015년 3월 11일 미 - [Digital Single] Say No More
- 2015년 3월 19일 미 - Not-Boyfriend
- 2015년 4월 16일 임세준 - [Digital Single] Lie
- 2015년 4월 17일 미 - 슈퍼대디열 OST Part.5
- 2015년 4월 30일 바이브,포맨,임세준,미 - [Digital Single] 축가
- 2015년 6월 1일 포맨 - [Digital Single] 넌 나의 집
- 2015년 6월 3일 벤 - [Digital Single] 소개받기로 했어
- 2015년 6월 5일 임세준 - [Digital Single] I`m Sorry
- 2015년 6월 24일 포맨 - 유학 (留學)
- 2015년 7월 10일 벤 - 오 나의 귀신님 OST Part.1
- 2015년 7월 29일 신용재 - 너를 기억해 OST Part.4
- 2015년 8월 11일 벤 - 너를 기억해 OST Part.8
- 2015년 8월 25일 벤 - My Name Is BEN
- 2015년 8월 27일 벤 - [Digital Single] Konus[2]
- 2015년 9월 23일 임세준 - [Digital Single] Baby You
- 2015년 11월 10일 포맨 - 4MEN 1st Live Album
- 2015년 11월 23일 벤 - 오 마이 비너스 OST Part.2[3]
- 2015년 11월 24일 벤 - Soulmate
- 2015년 12월 1일 신용재 - 오 마이 비너스 OST Part.3[4]
- 2015년 12월 8일 미 - 오 마이 비너스 OST Part.4
- 2015년 12월 14일 바이브,신용재,벤,미,임세준 - [Digital Single] 넌 나의 크리스마스
- 2015년 12월 21일 신용재 - 오 마이 비너스 OST Part.6[5]
- 2016년 1월 19일 신용재 - 육룡이 나르샤 OST Part.5
- 2016년 2월 16일 미 - [Digital Single] I See You
- 2016년 2월 22일 임세준 - [Digital Single] Someday[6]
- 2016년 2월 29일 벤 - 한번 더 해피엔딩 OST Part.6
- 2016년 3월 10일 임세준,벤 - [Digital Single] 오늘은 가지마
- 2016년 4월 8일 바이브 - [Digital Single] 썸타[7]
- 2016년 4월 21일 바이브 - Repeat
- 2016년 5월 10일 벤 - 또 오해영 OST Part.2
- 2016년 5월 29일 바이브 - [Digital Single] 판타스틱 듀오 Part.6[8]
- 2016년 5월 30일 바이브 - [Digital Single] I Vow
- 2016년 6월 5일 바이브 - [Digital Single] 판타스틱 듀오 Part.7[9]
- 2016년 6월 8일 미 - MIIIIANO
- 2016년 6월 12일 바이브 - [Digital Single] 판타스틱 듀오 Part.8[10]
- 2016년 6월 19일 바이브 - [Digital Single] 판타스틱 듀오 Part.9[11]
- 2016년 6월 22일 바이브 - [Digital Single] 원샷[12]
- 2016년 9월 3일 벤 - 끝에서 두 번째 사랑 OST Part.6
- 2016년 9월 13일 벤 - 구르미 그린 달빛 OST Part.4
- 2016년 10월 13일 신용재 - EMPHATY
- 2016년 10월 17일 벤 - [Digital Single] 안 괜찮아
- 2016년 10월 27일 임세준 - [Digital Single] 노래의 탄생 Track 4[13]
- 2016년 11월 6일 벤 - [Digital Single] 인기가요 뮤직크러쉬 Part.1[14]
- 2016년 11월 8일 임세준 - 우리집에 사는 남자 OST Track 4[15]
- 2016년 11월 15일 바이브 - Repeat & Slur
- 2016년 11월 15일 임세준 - 우리집에 사는 남자 OST Track 6
- 2016년 12월 11일 벤 - [Digital Single] 싱포유 - 첫번째이야기 꿈[16]
- 2016년 12월 16일 신용재 - [Digital Single] 그대라서[17]
- 2017년 1월 10일 신용재 - 낭만닥터 김사부 OST Part.7
- 2017년 1월 11일 신용재,벤 - [Digital Single] 서로의 서로
- 2017년 1월 24일 벤 - 내성적인 보스 OST Part.2
- 2017년 2월 6일 임세준 - Five Years
- 2017년 3월 9일 김태동, 윤재찬, 성현우, 하민호 - [Digital Single] 나야 나 (PICK ME)
- 2017년 3월 27일 미 - 완벽한 아내 OST Part.4
- 2017년 5월 6일 김태동, 윤재찬, 성현우, 하민호 - [Digital Single] 나야 나 (PICK ME) (Piano Ver.)
- 2017년 6월 11일 벤 - [Digital Single] 어마어마한 라이브 Stage 2
- 2017년 6월 20일 벤 - [Digital Single] Sweety
- 2017년 6월 26일 벤 - 엽기적인 그녀 OST Part.4
- 2017년 7월 7일 윤민수 - [Digital Single] SR Project Vol.1
- 2017년 10월 24일 포맨 - Remember Me
- 2017년 11월 21일 벤 - 이번 생은 처음이라 OST Part.8
- 2017년 12월 11일 바이브 - VIBE LIVE ALBUM `BALLADREAM III`
- 2017년 12월 21일 포맨,바이브,벤, 김동준, 프란시스, 요셉 - [Digital Single] MAJOR9 WINTER ALBUM `Goodbye Santa Claus`
- 2018년 2월 3일 벤 - 화유기 OST Part.6
- 2018년 3월 8일 임세준 - Not I,
- 2018년 3월 23일 벤 - [Digital Single] Love Recipe[18]
- 2018년 4월 3일 벤 - [Digital Single] Iced Coffee[19]
- 2018년 4월 4일 신용재 - [Digital Single] 아름다운
- 2018년 4월 13일 신용재 - [Digital Single] Present
- 2018년 5월 8일 벤 - Recipe
- 2018년 7월 26일 김원주,벤 - [Digital Single] 첫날밤
- 2018년 8월 20일 벤 - [Digital Single] 리플리 Vol.3
- 2018년 9월 18일 바이브 - [Digital Single] 가을 타나 봐
- 2018년 9월 23일 벤 - 미스터 션샤인 OST Part.14
- 2018년 10월 10일 바이브 - About Me
- 2018년 12월 7일 벤 - 180˚
- 2019년 2월 9일 벤 - [Digital Single] [Vol.4] 유희열의 스케치북 10주년 프로젝트 : 두 번째 목소리 `유스케 X 벤`
- 2019년 2월 16일 벤 - [Digital Single] [Vol.5] 유희열의 스케치북 10주년 프로젝트 : 두 번째 목소리 `유스케 X 벤`
- 2019년 3월 29일 바이브 - VIBE DIRECTOR`S CUT
- 2019년 6월 18일 윤민수 - [Digital Single] 술이 문제야[20]
- 2019년 7월 3일 벤 - [Digital Single] 헤어져줘서 고마워
- 2019년 8월 11일 벤 - 호텔 델루나 OST Part.9
- 2019년 8월 28일 김동준 - [Digital Single] 헤어져줘서 고마워 Part.2
- 2019년 11월 6일 김동준 - 스물아홉, 그 즈음에
- 2019년 11월 13일 바이브 - [Digital Single] 이 번호로 전화해줘

## 2020년대
- 2020년 2월 17일 벤 - [Digital Single] 보통의 연애[21]
- 2020년 3월 6일 벤 - 하이에나 OST Part.3
- 2020년 4월 20일 캐스퍼 - [Digital Single] Post It
- 2020년 4월 26일 벤 - Off The Record
- 2020년 6월 11일 벤 - 쌍갑포차 OST Part.3
- 2020년 7월 16일 XRO - [Digital Single] Welcome To My Jungle
- 2020년 8월 25일 캐스퍼 - [Digital Single] Over Summer
- 2020년 9월 4일 벤 - 앨리스 OST Part.2
- 2020년 10월 17일 벤 - 경우의 수 OST Part.4
- 2020년 11월 17일 블링블링 - [Digital Single] G.G.B[22]
- 2020년 12월 2일 벤 - [Digital Single] 혼술하고 싶은 밤
- 2021년 1월 20일 벤 - 트릭스터M OST - With Your Everything[23]
- 2021년 2월 22일 벤 - 선배, 그 립스틱 바르지 마요 OST Part.7
- 2021년 2월 28일 벤 - [Digital Single] 사랑이 공평할 순 없을까[24]
- 2021년 4월 14일 포맨 - [Digital Single] 우린 아직 헤어지기 전
- 2021년 5월 4일 벤 - [Digital Single] 여자이니까
- 2021년 5월 20일 블링블링 - Contrast
- 2021년 6월 4일 포맨 - The Eternal
- 2021년 6월 30일 윤민수 - [Digital Single] Love Me Once Again[25]
- 2021년 9월 7일 하은 - [Digital Single] 사랑합니다
- 2021년 10월 21일 벤 - [Digital Single] 지금 뭐해
- 2021년 10월 26일 XRO - [Digital Single] All In
- 2021년 11월 20일 벤 - [Digital Single] 꿈의 대화 (다시, 플라이 X 벤)
- 2021년 11월 25일 포맨 - 학교 2021 OST Part.2[26]
- 2021년 11월 28일 벤 - 옷소매 붉은 끝동 OST Part.2
- 2021년 12월 8일 벤 - [Digital Single] 그 남자 그 여자 (REVIBE ]]Vol.6)[27]
- 2021년 12월 26일 포맨 - 불가살 OST Part.1
- 2022년 1월 5일 노슬립클럽 - [Digital Single] SAMMY
- 2022년 2월 8일 바이브,벤 - 사랑하는 척 (REVIBE Vol.7)[28]
- 2022년 3월 22일 벤 - [Digital Single] 벚꽃이 피면 우리 그만 헤어져
- 2022년 4월 3일 윤민수 - [Digital Single] 그녀를 찾아주세요
- 2022년 4월 27일 포맨 - 멜로를 좋아해
- 2022년 5월 7일 벤 - 내일 OST Part.5
- 2022년 6월 13일 포맨 - [Digital Single] 너의 눈에 별이 떠 있어
- 2022년 7월 20일 하은 - [Digital Single] 입술 끝에 두고 온 말
- 2022년 9월 21일 벤 - [Digital Single] 추억을 말하는
- 2022년 10월 10일 벤 - [Digital Single] 늘..(Waiting..)
- 2022년 10월 18일 포맨 - [Digital Single] 아프고 아픈 이름 (Made in 4MEN)
- 2022년 12월 22일 포맨 - 재벌집 막내아들 OST Part.7
- 2023년 2월 14일 노슬립클럽 - [Digital Single] I Don't Want <3
- 2023년 3월 1일 포맨 - [Digital Single] 나비무덤
- 2023년 3월 14일 최지은 - [Digital Single] 비밀번호 486
- 2023년 3월 27일 포맨 - [Digital Single] 미친거니
- 2023년 4월 3일 한빈 - [Digital Single] 바보가슴[29]
- 2023년 4월 11일 윤민수 - [Digital Single] 이따 해
- 2023년 5월 9일 하빈 - [Digital Single] 너를 위한 별이 될게
- 2023년 5월 30일 우디 - [Digital Single] 이 노래가 클럽에서 나온다면 (Remix)
- 2023년 6월 9일 DK - [Digital Single] 같이 살자
- 2023년 6월 25일 김연지 - [Digital Single] 비가 오면 마음껏 울어도 되니까
- 2023년 7월 14일 우디 - [Digital Single] 사막에서 꽃을 피우듯
- 2023년 8월 20일 김연지,DK - [Digital Single] 미친 사랑의 노래
- 2023년 9월 24일 DK - [Digital Single] She's Gone (Remake)
- 2023년 10월 3일 김연지,DK - [Digital Single] 혼자 왔어요
- 2023년 11월 1일 우디 - 오늘도 사랑스럽개 OST Part.1
- 2023년 12월 6일 김연지 - 오늘도 사랑스럽개 OST Part.5
- 2023년 12월 17일 DK - 효심이네 각자도생 OST Part.4
- 2024년 1월 18일 우디 - [Digital Single] 너,나 우리 둘이
- 2024년 1월 28일 한빈 - 효심이네 각자도생 OST Part.5
- 2024년 2월 25일 김연지 - [Digital Single] 안부
- 2024년 3월 19일 DK - [Digital Single] 영원 (남은 인생 10년 X DK(디셈버))
- 2024년 4월 23일 하은 - [Digital Single] 돌아오지 말아요
- 2024년 5월 25일 하은 - 세자가 사라졌다 OST Part.4
- 2024년 6월 3일 장혜진 - [Digital Single] 송스틸러 - 사랑이라 믿었던 것들은
- 2024년 6월 9일 포맨 - [Digital Single] 미치지 않고서 어떻게 널 잊어
- 2024년 6월 18일 DK - [Digital Single] 안아줘 (웹툰 '세이렌' X DK(디셈버))
- 2024년 6월 22일 윤재찬 - [Digital Single] Too Late
- 2024년 8월 3일 Lokid - [Digital Single] 너랑 절교하고 싶어
- 2024년 8월 12일 하은 - [Digital Single] 원하고 원망하죠 (웹툰 '세이렌' X 하은(포맨))
- 2024년 8얼 24일 Lokid - [Digital Single] 너의 결혼식
- 2024년 9월 16일 Lokid - [Digital Single] 아직도 널 좋아해 미안해
- 2024년 9월 18일 장혜진 - [Digital Single] 나란히 걷고 싶어 (소년시절의 너 X 장혜진)
- 2024년 9월 23일 김연지 - [Digital Single] 그래, 너야
- 2024년 9월 29일 DK - [Digital Single] 그래서 그대는 (DK(디셈버) X 배낭메고 버스킹)
- 2024년 10월 9일 요셉 - [Digital Single] 하염없이 아낌없이
- 2024년 10월 14일 Lokid - [Digital Single] 소리 없이 울먹이는 밤
- 2024년 10월 24일 DK - [Digital Single] 기억을 깨워
- 2024년 10월 27일 DK - [Digital Single] 추억은 만남보다 이별에 남아[30]
- 2024년 11월 10일 하은 - [Digital Single] 겨울 겨울 겨울에
- 2024년 11월 12일 노슬립클럽 - [Digital Single] My All
- 2024년 11월 18일 김뭉먕 - [Digital Single] 푸른 시간 속, 우리 (청설 X 김뭉먕)
- 2024년 11월 24일 김연지 - [Digital Single] 당신은 천사와 커피를 마셔본 적이 있습니까 (청설 X 김연지)
- 2024년 11월 30일 윤재찬 - [Digital Single] 후회 안 한단 말 못해
- 2024년 12월 12일 이창민 - [Digital Single] 꿈 같은 널
- 2024년 12월 20일 장혜진 - [Digital Single] 바람에 실어
- 2024년 12월 29일 DK - [Digital Single] 아무렇지 않게
- 2024년 12월 31일 요셉 - [Digital Single] 당신처럼
- 2025년 1월 5일 Lokid - [Digital Single] 엄마
- 2025년 1월 7일 하은 - [Digital Single] Sparkle
- 2025년 2월 7일 이창민 - [Digital Single] Look In The Mirror[31]
- 2025년 2월 9일 김연지 - [Digital Single] 한번만 더
- 2025년 2월 9일 Lokid - [Digital Single] 계절이 바뀌어도 그대로 있어줘
- 2025년 2월 16일 DK - [Digital Single] 안녕을 바라는 마음
- 2025년 2월 23일 요셉 - [Digital Single] 어제보다 더 내일보다 덜
- 2025년 3월 3일 DK - [Digital Single] 만년설[32]
- 2025년 3월 6일 Lokid - [Digital Single] Bop Bop Bop
- 2025년 3월 6일 김뭉먕 - [Digital Single] 끝없는 밤을 가르며 (괜찮아 괜찮아 괜찮아! X 김뭉먕)
- 2025년 3월 30일 Lokid - [Digital Single] 괜찮아 괜찮아 괜찮아 (괜찮아 괜찮아 괜찮아! X 로키드)
- 2025년 4월 6일 DK - [Digital Single] 부탁
- 2025년 5월 7일 Lokid - [Digital Single] 우리 서로 모르던 때로
- 2025년 5월 28일 DK - [Digital Single] 이미 아름다운 그대
- 2025년 7월 27일 요셉 - [Digital Single] 열애중
- 2025년 7월 29일 이솔로몬 - [Digital Single] Goodbye In Gold
- 2025년 8월 19일 김뭉먕 - [Digital Single] 부아앙~~